# Tournoi masculin de hockey sur glace aux Jeux olympiques d'hiver de 2010
Navigation
Turin 2006 Sotchi 2014
Le tournoi de hockey sur glace aux Jeux olympiques de Vancouver a lieu du 16 février au 28 février 2010.

## Qualifications
Les qualifications olympiques se sont déroulées en trois phases :
- les pré-qualifications, qui se sont déroulées du 9 au 11 octobre 2008 à Ankara.
- les qualifications olympiques, qui se sont déroulées du 6 au 9 novembre 2008 à Narva, Budapest et Sanok.
- les qualifications olympiques finales, qui se sont déroulées du 5 au 8 février 2009 à Hanovre, Riga et Oslo au cours desquelles l'Allemagne, la Lettonie et la Norvège ont rejoint les 9 premiers qualifiés olympiques.

## Tournoi olympique
Les neuf premières nations classées selon le Classement mondial IIHF 2008 (défini à l'issue des Championnats du monde 2008 de l'IIHF) ainsi que les trois équipes victorieuses des qualifications olympiques seront réparties pour le Tournoi masculin des Jeux olympiques d'hiver de 2010 suivant leur numéro de rang de l'IIHF de 2008.
Les douze équipes sont réparties en trois groupes de quatre équipes, chacune suivant un modèle de répartition établi par l'IIHF Sports Regulations :
| Groupe A                        | Groupe B                         | Groupe C                          |
| ------------------------------- | -------------------------------- | --------------------------------- |
| Canada (classé 1er)             | Russie (classé 2e)               | Suède (classé 3e)                 |
| États-Unis (classé 6e)          | Tchéquie (classé 5e)             | Finlande (classé 4e)              |
| Suisse (classé 7e)              | Slovaquie (classé 8e)            | Biélorussie (classé 9e)           |
| Norvège (qualifié - classé 12e) | Lettonie (qualifié - classé 11e) | Allemagne (qualifié - classé 10e) |

Le calendrier olympique se compose de 30 matchs répartis de la manière suivante :
- 18 matchs pour le tour préliminaire,
- 4 matchs de qualifications pour les séries éliminatoires,
- 4 matchs de quarts de finale,
- 2 matchs de demi-finales,
- 1 match pour la médaille de bronze,
- 1 match pour la médaille d'or.

### Tour préliminaire

#### Groupe A
| Clt   | Équipe     | PJ | V | VP | VF | D | DP | DF | BP | BC | Pts |
| ----- | ---------- | -- | - | -- | -- | - | -- | -- | -- | -- | --- |
| +001, | États-Unis | 3  | 3 | 0  | 0  | 0 | 0  | 0  | 14 | 5  | 9   |
| +002, | Canada     | 3  | 1 | 0  | 1  | 1 | 0  | 0  | 14 | 7  | 5   |
| +003, | Suisse     | 3  | 0 | 1  | 0  | 1 | 0  | 1  | 8  | 10 | 3   |
| +004, | Norvège    | 3  | 0 | 0  | 0  | 2 | 1  | 0  | 5  | 19 | 1   |

#### Groupe B
| Clt   | Équipe    | PJ | V | VP | VF | D | DP | DF | BP | BC | Pts |
| ----- | --------- | -- | - | -- | -- | - | -- | -- | -- | -- | --- |
| +001, | Russie    | 3  | 2 | 0  | 0  | 0 | 0  | 1  | 13 | 6  | 7   |
| +002, | Tchéquie  | 3  | 2 | 0  | 0  | 1 | 0  | 0  | 10 | 7  | 6   |
| +003, | Slovaquie | 3  | 1 | 0  | 1  | 1 | 0  | 0  | 9  | 4  | 5   |
| +004, | Lettonie  | 3  | 0 | 0  | 0  | 3 | 0  | 0  | 4  | 19 | 0   |

#### Groupe C
| Clt   | Équipe      | PJ | V | VP | VF | D | DP | DF | BP | BC | Pts |
| ----- | ----------- | -- | - | -- | -- | - | -- | -- | -- | -- | --- |
| +001, | Suède       | 3  | 3 | 0  | 0  | 0 | 0  | 0  | 9  | 2  | 9   |
| +002, | Finlande    | 3  | 2 | 0  | 0  | 1 | 0  | 0  | 10 | 4  | 6   |
| +003, | Biélorussie | 3  | 1 | 0  | 0  | 1 | 0  | 0  | 8  | 12 | 3   |
| +004, | Allemagne   | 3  | 0 | 0  | 0  | 3 | 0  | 0  | 3  | 12 | 0   |

### Tour qualificatif
À l'issue des dix-huit matchs du tour préliminaire, les douze équipes sont classées selon des critères spéciaux. Ce classement est utilisé pour répartir les équipes pour les séries éliminatoires et pour calculer le classement final à l'issue des Jeux olympiques.
Les critères suivants sont utilisés dans l'ordre présenté pour déterminer le classement à l'issue du tour préliminaire (pour les équipes 1D à 12D) :
- Plus haute position dans le groupe,
- Plus grand nombre de points,
- Meilleur différence de buts,
- Plus haut nombre de buts pour,
- Meilleur classement mondial IIHF 2009.

Le classement est définitif le 21 février à 23 heures (heure de Vancouver).
| Place | Équipe      | PJ | CG | Pts | Diff | BP | CM |
| ----- | ----------- | -- | -- | --- | ---- | -- | -- |
| 1D    | États-Unis  | 3  | 1  | 9   | 9    | 14 | 5  |
| 2D    | Suède       | 3  | 1  | 9   | 7    | 9  | 3  |
| 3D    | Russie      | 3  | 1  | 7   | 7    | 13 | 1  |
| 4D    | Finlande    | 3  | 2  | 6   | 6    | 10 | 4  |
| 5D    | Tchéquie    | 3  | 2  | 6   | 3    | 10 | 6  |
| 6D    | Canada      | 3  | 2  | 5   | 7    | 14 | 2  |
| 7D    | Slovaquie   | 3  | 3  | 5   | 5    | 9  | 9  |
| 8D    | Suisse      | 3  | 3  | 3   | -2   | 8  | 7  |
| 9D    | Biélorussie | 3  | 3  | 3   | -4   | 8  | 8  |
| 10D   | Norvège     | 3  | 4  | 1   | -14  | 5  | 11 |
| 11D   | Allemagne   | 3  | 4  | 0   | -9   | 3  | 12 |
| 12D   | Lettonie    | 3  | 4  | 0   | -15  | 4  | 10 |

- Équipe qualifiée pour les quarts de finale
- Équipe devant participer au tour de qualification

Après le tour préliminaire, les équipes 1D, 2D, 3D et 4D sont nommées en tant qu'« équipes locales » pour les quarts de finale.
Les matchs du tour qualificatif sont joués de la manière suivante :
- 5D – 12D
- 6D – 11D
- 7D – 10D
- 8D – 9D

Les quatre équipes victorieuses du tour qualificatif jouent les quarts de finale. Les quatre équipes vaincues sont classées de 9 à 12 selon leur classement après le tour préliminaire.
| 23 février 2010 | Suisse | 3-2 (TB) (1-1, 1-1, 0-0, 0-0, 1-0) | Biélorussie | UBC Winter Sport Center, Vancouver 17 397 spectateurs |

| Feuille de match | Feuille de match                                                                                      | Feuille de match    | Feuille de match                                                                         | Feuille de match                                     |
| ---------------- | --- | ------------------- | ---------------------------------------------------------------------------------------- | ---------------------------------------------------- |
|                  | Sprunger (Wick, Plüss) (SN) - 12 min 25 s Domenichelli (Streit, Blindenbacher) (SN) - 27 min 7 s Lemm | 0-1 1-1 2-1 2-2 3-2 | 0 min 59 s - Kalioujny (Kostioutchenok) 35 min 42 s - Zakharaw (Ouharaw, Stassenko) (SN) | Arbitrage : Devorski Peter Ország Blumel Milan Novák |
| Jonas Hiller     | Gardiens                                                                                              | Andreï Mezine       |                                                                                          | Arbitrage : Devorski Peter Ország Blumel Milan Novák |
| 10 min           | Pénalités                                                                                             | 6 min               |                                                                                          | Arbitrage : Devorski Peter Ország Blumel Milan Novák |
| 42               | Tirs                                                                                                  | 22                  |                                                                                          | Arbitrage : Devorski Peter Ország Blumel Milan Novák |

| 23 février 2010 | Canada | 8-2 (1-0, 3-1, 4-1) | Allemagne | Canada Hockey Place, Vancouver 17 723 spectateurs |

| Feuille de match | Feuille de match | Feuille de match                        | Feuille de match                                                              | Feuille de match                         |
| ---------------- | --- | --------------------------------------- | ----------------------------------------------------------------------------- | ---------------------------------------- |
|                  | Thornton (Heatley, Keith) - 10 min 13 s Weber (Richards) - 22 min 32 s Iginla (Doughty, Staal) (SN) - 23 min 41 s Iginla (Staal, Boyle) - 28 min 50 s Crosby (Staal, Keith) - 41 min 10 s Richards (Morrow, Toews) - 46 min 41 s Niedermayer - 51 min 22 s Nash (Pronger) - 56 min 28 s | 1-0 2-0 3-0 4-0 4-1 5-1 6-1 7-1 8-1 8-2 | 36 min 34 s - M. Goc (Schmidt, Müller) 58 min 58 s - Klinge (Müller, Hospelt) | Arbitrage : Ronn Rooney Fonselius Murphy |
| Roberto Luongo   | Gardiens | Thomas Greiss                           |                                                                               | Arbitrage : Ronn Rooney Fonselius Murphy |
| 6 min            | Pénalités | 4 min                                   |                                                                               | Arbitrage : Ronn Rooney Fonselius Murphy |
| 39               | Tirs | 23                                      |                                                                               | Arbitrage : Ronn Rooney Fonselius Murphy |

| 23 février 2010 | Tchéquie | 3-2 (pr) (2-0, 0-0, 0-2, 1-0) | Lettonie | Canada Hockey Place, Vancouver 17 583 spectateurs |

| Feuille de match | Feuille de match | Feuille de match    | Feuille de match                                                                        | Feuille de match                           |
| ---------------- | --- | ------------------- | --------------------------------------------------------------------------------------- | ------------------------------------------ |
|                  | Rolinek (Kuba, Havlát) (SN) - 5 min 52 s Fleischmann (Krejčí, Červenka) - 11 min 6 s Krejčí (Fleischmann) - 65 min 10 s | 1-0 2-0 2-1 2-2 3-2 | 52 min 2 s - Cipulis (Ņiživijs, K. Rēdlihs) 56 min 19 s - M. Rēdlihs (Bērziņš, Dārziņš) | Arbitrage : Boulanov Joanette Kicha Losier |
| Tomáš Vokoun     | Gardiens | Edgars Masaļskis    |                                                                                         | Arbitrage : Boulanov Joanette Kicha Losier |
| 4 min            | Pénalités | 29 min              |                                                                                         | Arbitrage : Boulanov Joanette Kicha Losier |
| 40               | Tirs | 19                  |                                                                                         | Arbitrage : Boulanov Joanette Kicha Losier |

| 23 février 2010 | Slovaquie | 4-3 (3-1, 0-2, 1-0) | Norvège | Canada Hockey Place, Vancouver 17 583 spectateurs |

| Feuille de match | Feuille de match | Feuille de match            | Feuille de match | Feuille de match                           |
| ---------------- | --- | --------------------------- | --- | ------------------------------------------ |
|                  | Handzuš (Gáborík, Mari. Hossa) (SN) - 7 min 3 s Gáborík (Demitra,Chára) (SN) - 10 min 12 s Zedník (Stümpel, Pálffy) (SN) - 18 min 52 s Šata (Višňovský, Zedník) - 48 min 41 s | 1-0 2-0 2-1 3-1 3-2 3-3 4-3 | 18 min 6 s - Zuccarello Aasen (Holøs) 27 min 27 s - Vikingstad (Thoresen, Zuccarello Aasen) 39 min 59 s - Bastiansen (Olimb, Thoresen) | Arbitrage : Boulanov Joanette Kicha Losier |
| Jaroslav Halák   | Gardiens | Pål Grotnes                 | | Arbitrage : Boulanov Joanette Kicha Losier |
| 40 min           | Pénalités | 19 min                      | | Arbitrage : Boulanov Joanette Kicha Losier |
| 4                | Tirs | 29                          | | Arbitrage : Boulanov Joanette Kicha Losier |

#### Tableau
|  | Tour qualificatif | Tour qualificatif | Tour qualificatif |           |          | Quarts de finale | Quarts de finale | Quarts de finale |                 |    | Demi-finales | Demi-finales | Demi-finales |           |          | Finale | Finale | Finale |
|  |                   |                   |                   |           |          |                  |                  |                  |                 |    |              |              |              |           |          |        |        |        |
|  |                   |                   |                   |           |          |                  |                  |                  |                 |    |              |              |              |           |          |        |        |        |
|  |                   | 1D                | États-Unis        | 2         |          |                  |                  |                  |                 |    |              |              |              |           |          |        |        |        |
|  |                   |                   |                   | 2         |          |                  |                  |                  |                 |    |              |              |              |           |          |        |        |        |
|  |                   |                   | E4                | Suisse    | 0        |                  |                  |                  |                 |    |              |              |              |           |          |        |        |        |
|  | 8D                | Suisse            | E4                | Suisse    | 0        | 3                |                  |                  |                 |    |              |              |              |           |          |        |        |        |
|  | 8D                | Suisse            |                   |           |          | 3                |                  |                  |                 |    |              |              |              |           |          |        |        |        |
|  | 9D                | Biélorussie       | 2                 |           |          |                  |                  |                  |                 |    |              |              |              |           |          |        |        |        |
|  | 9D                | Biélorussie       | 2                 |           |          |                  |                  |                  |                 | F1 | États-Unis   | 6            |              |           |          |        |        |        |
|  |                   |                   |                   |           |          |                  |                  |                  |                 | F1 | États-Unis   | 6            |              |           |          |        |        |        |
|  |                   | F4                | Finlande          | 1         |          |                  |                  |                  |                 |    |              |              |              |           |          |        |        |        |
|  | 5D                | F4                | Finlande          | 1         | Tchéquie | 3                |                  |                  |                 |    |              |              |              |           |          |        |        |        |
|  | 5D                |                   |                   |           | Tchéquie | 3                |                  |                  |                 |    |              |              |              |           |          |        |        |        |
|  | 12D               | Lettonie          | 2                 |           |          |                  |                  |                  |                 |    |              |              |              |           |          |        |        |        |
|  | 12D               | Lettonie          | 2                 |           | E1       | Tchéquie         | 0                |                  |                 |    |              |              |              |           |          |        |        |        |
|  |                   |                   |                   |           | E1       | Tchéquie         | 0                |                  |                 |    |              |              |              |           |          |        |        |        |
|  |                   |                   | 4D                | Finlande  | 2        |                  |                  |                  |                 |    |              |              |              |           |          |        |        |        |
|  |                   |                   | 4D                | Finlande  | 2        |                  |                  |                  |                 |    |              |              |              |           |          |        |        |        |
|  |                   |                   |                   |           |          |                  |                  |                  |                 |    |              |              |              |           |          |        |        |        |
|  |                   |                   |                   |           |          |                  |                  |                  |                 |    |              |              |              |           |          |        |        |        |
|  |                   |                   |                   |           |          |                  |                  |                  |                 |    |              | VDF1         | États-Unis   | 2         |          |        |        |        |
|  |                   |                   |                   |           |          |                  |                  |                  |                 |    |              |              |              |           |          |        |        |        |
|  |                   | VDF2              | Canada            | 3         |          |                  |                  |                  |                 |    |              |              |              |           |          |        |        |        |
|  |                   | VDF2              | Canada            | 3         |          |                  |                  |                  |                 |    |              |              |              |           |          |        |        |        |
|  |                   |                   |                   |           |          |                  |                  |                  |                 |    |              |              |              |           |          |        |        |        |
|  |                   |                   |                   |           |          |                  |                  |                  |                 |    |              |              |              |           |          |        |        |        |
|  |                   | 2D                | Suède             | 3         |          |                  |                  |                  |                 |    |              |              |              |           |          |        |        |        |
|  |                   |                   |                   | 3         |          |                  |                  |                  |                 |    |              |              |              |           |          |        |        |        |
|  |                   |                   | E3                | Slovaquie | 4        |                  |                  |                  |                 |    |              |              |              |           |          |        |        |        |
|  | 7D                | Slovaquie         | E3                | Slovaquie | 4        | 4                |                  |                  |                 |    |              |              |              |           |          |        |        |        |
|  | 7D                | Slovaquie         |                   |           |          | 4                |                  |                  |                 |    |              |              |              |           |          |        |        |        |
|  | 10D               | Norvège           | 3                 |           |          |                  |                  |                  |                 |    |              |              |              |           |          |        |        |        |
|  | 10D               | Norvège           | 3                 |           |          |                  |                  |                  |                 | F2 | Slovaquie    | 2            |              |           |          |        |        |        |
|  |                   |                   |                   |           |          |                  |                  |                  |                 | F2 | Slovaquie    | 2            |              |           |          |        |        |        |
|  |                   | F3                | Canada            | 3         |          |                  | Troisième place  | Troisième place  | Troisième place |    |              |              |              |           |          |        |        |        |
|  | 6D                | F3                | Canada            | 3         | Canada   | 8                | Troisième place  | Troisième place  | Troisième place |    |              |              |              |           |          |        |        |        |
|  | 6D                |                   |                   |           | Canada   | 8                |                  |                  |                 |    |              |              |              |           |          |        |        |        |
|  | 11D               | Allemagne         | 2                 |           |          |                  |                  |                  |                 |    |              |              |              |           |          |        |        |        |
|  | 11D               | Allemagne         | 2                 |           | E2       | Canada           | 7                |                  |                 |    |              |              |              | PDF1      | Finlande | 5      |        |        |
|  |                   |                   |                   |           | E2       | Canada           | 7                |                  |                 |    |              |              |              | PDF1      | Finlande | 5      |        |        |
|  |                   |                   | 3D                | Russie    | 3        |                  |                  |                  |                 |    |              |              | PDF2         | Slovaquie | 3        |        |        |        |
|  |                   |                   | 3D                | Russie    | 3        |                  |                  |                  |                 |    |              |              | PDF2         | Slovaquie | 3        |        |        |        |
|  |                   |                   |                   |           |          |                  |                  |                  |                 |    |              |              |              |           |          |        |        |        |

### Séries éliminatoires

#### Quarts de finale
Les quarts de finale sont joués de la manière suivante :
- 1D – E4
- 2D – E3
- 3D – E2
- 4D – E1

Les quatre équipes victorieuses des quarts de finale jouent les demi-finales. Les quatre équipes vaincues sont classées de 5 à 8 selon leur classement après le tour préliminaire.
| 24 février 2010 | États-Unis | 2-0 (0-0, 0-0, 2-0) | Suisse | Canada Hockey Place, Vancouver 17 536 spectateurs |

| Feuille de match | Feuille de match                                                              | Feuille de match | Feuille de match | Feuille de match                  |
| ---------------- | ----------------------------------------------------------------------------- | ---------------- | ---------------- | --------------------------------- |
|                  | Parisé (Rafalski, Stastny) (SN) - 42 min 8 s Parisé (cage vide) - 59 min 48 s | 1-0 2-0          |                  | Arbitrage : Devorski Orszag Heyer |
| Ryan Miller      | Gardiens                                                                      | Jonas Hiller     |                  | Arbitrage : Devorski Orszag Heyer |
| 6 min            | Pénalités                                                                     | 8 min            |                  | Arbitrage : Devorski Orszag Heyer |
| 44               | Tirs                                                                          | 19               |                  | Arbitrage : Devorski Orszag Heyer |

| 24 février 2010 | Russie | 3-7 (1–4, 2–3, 0–0) | Canada | Canada Hockey Place, Vancouver 17 740 spectateurs |

| Feuille de match                                                          | Feuille de match | Feuille de match                        | Feuille de match | Feuille de match                          |
| ------------------------------------------------------------------------- | --- | --------------------------------------- | --- | ----------------------------------------- |
|                                                                           | Kalinine (Voltchenkov, Fiodorov) - 14 min 39 s Afinoguenov (Kovaltchouk, Grebechkov) - 24 min 46 s Gontchar (Malkine) (SN) - 31 min 40 s | 0-1 0-2 0-3 1-3 1-4 1-5 1-6 2-6 2-7 3-7 | 2 min 21 s - Getzlaf (Boyle, Pronger) 12 min 9 s - Boyle (Heatley, Marleau) (SN) 12 min 55 s - Nash (Toews, Richards) 18 min 18 s - Morrow (Boyle, Keith) 23 min 10 s - Perry (Getzlaf, Keith) 24 min 7 s - Weber (Toews, Iginla) 29 min 51 s - Perry (Staal, Getzlaf) | Arbitrage : Larue Vinnerborg Nelson Novak |
| Ievgueni Nabokov (sorti à 24 min 7 s) Ilia Bryzgalov (entré à 24 min 7 s) | Gardiens | Roberto Luongo                          | | Arbitrage : Larue Vinnerborg Nelson Novak |
| 10 min                                                                    | Pénalités | 10 min                                  | | Arbitrage : Larue Vinnerborg Nelson Novak |
| 28                                                                        | Tirs | 42                                      | | Arbitrage : Larue Vinnerborg Nelson Novak |

| 24 février 2010 | Finlande | 2-0 (0–0, 0–0, 2–0) | Tchéquie | UBC Winter Sport Center, Vancouver 5 461 spectateurs |

| Feuille de match | Feuille de match                                                                  | Feuille de match | Feuille de match | Feuille de match                               |
| ---------------- | --------------------------------------------------------------------------------- | ---------------- | ---------------- | ---------------------------------------------- |
|                  | Hagman (Niskala) (SN) - 53 min 34 s Filppula (M. Koivu) (cage vide) - 58 min 25 s | 1-0 2-0          |                  | Arbitrage : O'Halloran Watson Oskirko Sharrers |
| Miikka Kiprusoff | Gardiens                                                                          | Tomáš Vokoun     |                  | Arbitrage : O'Halloran Watson Oskirko Sharrers |
| 4 min            | Pénalités                                                                         | 12 min           |                  | Arbitrage : O'Halloran Watson Oskirko Sharrers |
| 31               | Tirs                                                                              | 31               |                  | Arbitrage : O'Halloran Watson Oskirko Sharrers |

| 24 février 2010 | Suède | 3-4 (0–0, 2–3, 1–1) | Slovaquie | Canada Hockey Place, Vancouver 17 493 spectateurs |

| Feuille de match | Feuille de match | Feuille de match            | Feuille de match | Feuille de match                      |
| ---------------- | --- | --------------------------- | --- | ------------------------------------- |
|                  | Hörnqvist (Forsberg) - 33 min 49 s Zetterberg (Enström) - 34 min 26 s Alfredsson (Bäckström, Eriksson) - 49 min 39 s | 0-1 0-2 1-2 2-2 2-3 2-4 3-4 | 27 min 34 s - Gáborík (Mari. Hossa, Demitra) (SN) 28 min 11 s - Sekera (Zedník, Pálffy) 39 min 12 s - Demitra (Chára, Mari. Hossa) (SN) 49 min 1 s - Kopecký (Mari. Hossa, Demitra) | Arbitrage : McCreary Ronn Feola Morin |
| Henrik Lundqvist | Gardiens | Jaroslav Halák              | | Arbitrage : McCreary Ronn Feola Morin |
| 10 min           | Pénalités | 6 min                       | | Arbitrage : McCreary Ronn Feola Morin |
| 29               | Tirs | 14                          | | Arbitrage : McCreary Ronn Feola Morin |

#### Demi-finales
Les demi-finales sont jouées de la manière suivante : les équipes locales seront l'équipe qui ont été les mieux classées à l'issue du tour préliminaire :
- F1 - F4
- F2 – F3

Les deux équipes victorieuses des demi-finales jouent le match pour la médaille d'or alors que les deux équipes vaincues jouent le match pour la médaille de bronze. Les deux équipes locales pour chaque match (médailles de bronze et d'or) sont les équipes qui ont été les mieux classées à l'issue du tour préliminaire.
| 26 février 2010 | États-Unis | 6-1 (6–0, 0-0, 0-1) | Finlande | Canada Hockey Place, Vancouver 17 602 spectateurs |

| Feuille de match                                                   | Feuille de match | Feuille de match                                                            | Feuille de match                       | Feuille de match                                                     |
| ------------------------------------------------------------------ | --- | --------------------------------------------------------------------------- | -------------------------------------- | -------------------------------------------------------------------- |
|                                                                    | Malone - 2 min 4 s Parisé (Stastny, Rafalski) (SN) - 6 min 22 s E. Johnson (Pavelski, Malone) (SN) - 8 min 36 s Kane - 10 min 8 s Kane (Rafalski) - 12 min 31 s Stastny (Langenbrunner, Parisé) - 12 min 46 s | 1-0 2-0 3-0 4-0 5-0 6-0 6-1                                                 | Miettinen (Lepistö) (SN) - 14 min 46 s | Arbitrage : Dan O'Halloran Marcus Vinnerborg Petr Blumel Shane Heyer |
| Ryan Miller (sorti à 48 min 29 s) Tim Thomas (entré à 48 min 29 s) | Gardiens | Miikka Kiprusoff (sorti à 10 min 8 s) Niklas Bäckström (entré à 10 min 8 s) |                                        | Arbitrage : Dan O'Halloran Marcus Vinnerborg Petr Blumel Shane Heyer |
| 6 min                                                              | Pénalités | 20 min                                                                      |                                        | Arbitrage : Dan O'Halloran Marcus Vinnerborg Petr Blumel Shane Heyer |
| 25                                                                 | Tirs | 25                                                                          |                                        | Arbitrage : Dan O'Halloran Marcus Vinnerborg Petr Blumel Shane Heyer |

| 26 février 2010 | Canada | 3-2 (2–0, 1-0, 0-2) | Slovaquie | Canada Hockey Place, Vancouver 17 999 spectateurs |

| Feuille de match | Feuille de match | Feuille de match    | Feuille de match                                                       | Feuille de match                                                |
| ---------------- | --- | ------------------- | ---------------------------------------------------------------------- | --------------------------------------------------------------- |
|                  | Marleau (Weber, Niedermayer) - 13 min 30 s Morrow (Pronger, Getzlaf) - 15 min 17 s Getzlaf (Perry, Pronger) (SN) - 36 min 54 s | 1-0 2-0 3-0 3-1 3-2 | 51 min 35 s - Višňovský (Stümpel) 55 min 7 s - Handzuš (Zedník, Šatan) | Arbitrage : Dennis LaRue Jyri Ronn Stefan Fonselius Thor Nelson |
| Roberto Luongo   | Gardiens | Jaroslav Halák      |                                                                        | Arbitrage : Dennis LaRue Jyri Ronn Stefan Fonselius Thor Nelson |
| 2 min            | Pénalités | 4 min               |                                                                        | Arbitrage : Dennis LaRue Jyri Ronn Stefan Fonselius Thor Nelson |
| 28               | Tirs | 21                  |                                                                        | Arbitrage : Dennis LaRue Jyri Ronn Stefan Fonselius Thor Nelson |

#### Match pour la médaille de bronze
| 27 février 2010 | Finlande | 5-3 (1–0, 0–3, 4–0) | Slovaquie | Canada Hockey Place, Vancouver 17 322 spectateurs |

| Feuille de match | Feuille de match | Feuille de match                | Feuille de match | Feuille de match                                                |
| ---------------- | --- | ------------------------------- | --- | --------------------------------------------------------------- |
|                  | Salo (SN) - 18 min 50 s Hagman (Timonen) (SN) - 45 min 6 s Jokinen (J. Ruutu) - 46 min 41 s Jokinen (Pitkänen, Kiprusoff) (SN) - 48 min 41 s Filppula (Timonen) (cage vide) - 59 min 49 s | 1-0 1-1 1-2 1-3 2-3 3-3 4-3 5-3 | 29 min 56 s - Gáborík (Demitra, Chára) (SN) 35 min 38 s - Mari. Hossa (Handzuš, Demitra) (double SN) 38 min 45 s - Demitra (Mari. Hossa) (IN) | Arbitrage : Paul Devorski Brad Watson Iouri Oskirko Petr Blumel |
| Miikka Kiprusoff | Gardiens | Jaroslav Halák                  | | Arbitrage : Paul Devorski Brad Watson Iouri Oskirko Petr Blumel |
| 14 min           | Pénalités | 18 min                          | | Arbitrage : Paul Devorski Brad Watson Iouri Oskirko Petr Blumel |
| 33               | Tirs | 22                              | | Arbitrage : Paul Devorski Brad Watson Iouri Oskirko Petr Blumel |

#### Match pour la médaille d'or
| 28 février 2010 | États-Unis | 2-3 (pr) (0-1, 1-1, 1-0, 0-1) | Canada | Canada Hockey Place, Vancouver 17 748 spectateurs |

| Feuille de match | Feuille de match                                                       | Feuille de match    | Feuille de match                                                                                  | Feuille de match                                                     |
| ---------------- | ---------------------------------------------------------------------- | ------------------- | ------------------------------------------------------------------------------------------------- | -------------------------------------------------------------------- |
|                  | Kesler (Kane) - 32 min 44 s Parisé (Langenbrunner, Kane) - 59 min 35 s | 0-1 0-2 1-2 2-2 2-3 | 12 min 50 s - Toews (Richards) 27 min 13 s - Perry (Getzlaf, Keith) 67 min 40 s - Crosby (Iginla) | Arbitrage : Bill McCreary Dan O'Halloran Stefan Fonselius Jean Morin |
| Ryan Miller      | Gardiens                                                               | Roberto Luongo      |                                                                                                   | Arbitrage : Bill McCreary Dan O'Halloran Stefan Fonselius Jean Morin |
| 4 min            | Pénalités                                                              | 4 min               |                                                                                                   | Arbitrage : Bill McCreary Dan O'Halloran Stefan Fonselius Jean Morin |
| 36               | Tirs                                                                   | 39                  |                                                                                                   | Arbitrage : Bill McCreary Dan O'Halloran Stefan Fonselius Jean Morin |

Les mesures d'audience pour cette finale indiquent que 80 % de la population canadienne (26.5 millions) a regardé le match au moins en partie, ce qui établit un nouveau record comme émission la plus regardée de l'histoire de la télévision canadienne.

### Meilleurs joueurs
| Place | Joueur                    | PJ | B | A | Pts | Pun | +/- |
| ----- | ------------------------- | -- | - | - | --- | --- | --- |
| 1     | Pavol Demitra Slovaquie   | 7  | 3 | 7 | 10  | 2   | 0   |
| 2     | Marián Hossa Slovaquie    | 7  | 3 | 6 | 9   | 6   | 0   |
| 3     | Zach Parisé États-Unis    | 6  | 4 | 4 | 8   | 0   | +4  |
| 3     | Brian Rafalski États-Unis | 5  | 4 | 4 | 8   | 2   | +7  |
| 5     | Jonathan Toews Canada     | 7  | 1 | 7 | 8   | 2   | +9  |
| 6     | Jarome Iginla Canada      | 7  | 5 | 2 | 7   | 0   | +5  |
| 7     | Sidney Crosby Canada      | 7  | 4 | 3 | 7   | 4   | +2  |
| 7     | Dany Heatley Canada       | 7  | 4 | 3 | 7   | 4   | +1  |
| 9     | Ryan Getzlaf Canada       | 7  | 3 | 4 | 7   | 2   | +2  |
| 10    | Niklas Hagman Finlande    | 6  | 4 | 2 | 6   | 2   | -3  |

| Place | Nom                    | Min        | BC | Moy  | %Arr  | Arr |
| ----- | ---------------------- | ---------- | -- | ---- | ----- | --- |
| 1     | Ryan Miller États-Unis | 355 min 07 | 8  | 1,35 | 94,56 | 139 |
| 2     | Ilia Bryzgalov Russie  | 100 min 53 | 3  | 1,78 | 94,23 | 49  |
| 3     | Tomáš Vokoun Tchéquie  | 303 min 35 | 9  | 1,78 | 93,57 | 131 |
| 4     | Henrik Lundqvist Suède | 179 min 05 | 4  | 1,34 | 92,73 | 51  |
| 5     | Roberto Luongo Canada  | 307 min 40 | 9  | 1,76 | 92,68 | 114 |

- Gardiens avec au minimum 40 % du temps de jeu total de leur équipe.

### Honneurs
- Équipe d'étoiles élue par les médias
  - G – Ryan Miller (États-Unis)
  - D – Brian Rafalski (États-Unis)
  - D – Shea Weber (Canada)
  - A – Jonathan Toews (Canada)
  - A – Zach Parisé (États-Unis)
  - A – Pavol Demitra (Slovaquie)

- Meilleur joueur : Ryan Miller (États-Unis)

- Meilleur gardien : Ryan Miller (États-Unis)
- Meilleur défenseur : Brian Rafalski (États-Unis)
- Meilleur attaquant : Jonathan Toews (Canada)

### Classement final
| Médaille d'or, Jeux olympiques      | Canada      |
| Médaille d'argent, Jeux olympiques  | États-Unis  |
| Médaille de bronze, Jeux olympiques | Finlande    |
| 4                                   | Slovaquie   |
| 5                                   | Suède       |
| 6                                   | Russie      |
| 7                                   | Tchéquie    |
| 8                                   | Suisse      |
| 9                                   | Biélorussie |
| 10                                  | Norvège     |
| 11                                  | Allemagne   |
| 12                                  | Lettonie    |

### Effectifs

#### Allemagne
Annoncé le 30 décembre 2009.
- Gardiens de but : Dennis Endras (Augsburger Panther), Thomas Greiss (Sharks de San José), Dimitri Pätzold (ERC Ingolstadt).

- Défenseurs : Michael Bakos (ERC Ingolstadt), Christian Ehrhoff (Canucks de Vancouver), Jakub Ficenec (ERC Ingolstadt), Sven Butenschön (Adler Mannheim) [Note 1], Korbinian Holzer (DEG Metro Stars), Chris Schmidt (Adler Mannheim), Dennis Seidenberg (Panthers de la Floride), Alexander Sulzer (Predators de Nashville).

- Attaquants : Sven Felski (Eisbären Berlin), Marcel Goc (Predators de Nashville), Thomas Greilinger (ERC Ingolstadt), Jochen Hecht (Sabres de Buffalo)[Note 2], Kai Hospelt (EHC Wolfsburg Grizzly Adams)[Note 3], Manuel Klinge (Cassel Huskies), Marcel Müller (Kölner Haie), Travis James Mulock (Eisbären Berlin), André Rankel (Eisbären Berlin), Marco Sturm (Bruins de Boston), John Tripp (Hambourg Freezers), Michael Wolf (Iserlohn Roosters).

- Entraîneur : Uwe Krupp.

#### Biélorussie
Annoncé le 23 décembre 2009.
- Gardiens de but : Vitali Koval (Dinamo Minsk), Maksim Malioutsine (HK Vitebsk), Andreï Mezine (Dinamo Minsk).

- Défenseurs : Ouladzimir Dzianissaw (Dinamo Minsk), Andreï Karaw (Dinamo Minsk)[Note 4], Siarheï Kolassaw (Griffins de Grand Rapids)[Note 4], Viktar Kostioutchenok (HC Spartak Moscou), Aliaksandr Makritsky (Dinamo Minsk)[Note 4], Rouslan Saleï (Avalanche du Colorado), Aliaksandr Radzinski (Dinamo Minsk)[Note 4], Nikalaï Stassenko (Amour Khabarovsk).

- Attaquants : Aleh Antonenka[Note 5] (Avtomobilist Iekaterinbourg), Siarheï Dziamahine (Neftekhimik Nijnekamsk), Aliakseï Kalioujny (HK Dinamo Moscou), Kanstantsin Kaltsow (Salavat Ioulaïev Oufa), Siarheï Kastsitsyne (Canadiens de Montréal), Aliaksandr Koulakow (Dinamo Minsk), Andreï Mikhalyow (Dinamo Minsk), Dmitri Melechko (Dinamo Minsk)[Note 4], Andreï Stas (Dinamo Minsk), Aliakseï Ouharaw (HC MVD), Siarheï Zadzialyonaw (Dinamo Minsk), Kanstantsin Zakharaw (Dinamo Minsk)[Note 4].

- Entraîneur : Mikhaïl Zakharov.

- Blessés  : Andreï Antonaw (HK Chahtsyor Salihorsk), Andreï Bachko (HK Chahtsyor Salihorsk), Vadzim Souchko (Chakhtar Salihorsk), Aliaksandr Syreï (HK Chahtsyor Salihorsk), Mikhail Hrabowski (Maple Leafs de Toronto), Andreï Kastsitsyne (Canadiens de Montréal).

#### Canada
Annoncé le 30 décembre 2009.
- Gardiens de but : Martin Brodeur (Devils du New Jersey), Roberto Luongo (Canucks de Vancouver), Marc-André Fleury (Penguins de Pittsburgh).

- Défenseurs : Dan Boyle (Sharks de San José), Drew Doughty (Kings de Los Angeles), Duncan Keith (Blackhawks de Chicago), Scott Niedermayer (Ducks d'Anaheim), Chris Pronger (Flyers de Philadelphie), Brent Seabrook (Blackhawks de Chicago), Shea Weber (Predators de Nashville).

- Attaquants : Patrice Bergeron (Bruins de Boston), Sidney Crosby (Penguins de Pittsburgh), Ryan Getzlaf (Ducks d'Anaheim), Dany Heatley (Sharks de San José), Jarome Iginla (Flames de Calgary), Patrick Marleau (Sharks de San José), Brenden Morrow (Stars de Dallas), Rick Nash (Blue Jackets de Columbus), Corey Perry (Ducks d'Anaheim), Mike Richards (Flyers de Philadelphie), Eric Staal (Hurricanes de la Caroline), Joe Thornton (Sharks de San José), Jonathan Toews (Blackhawks de Chicago).

- Entraîneur : Mike Babcock.

#### États-Unis
Annoncé le 1er janvier 2010.
- Gardiens de but : Ryan Miller (Sabres de Buffalo), Jonathan Quick (Kings de Los Angeles), Tim Thomas (Bruins de Boston).

- Défenseurs : Tim Gleason (Hurricanes de la Caroline)[Note 6], Erik Johnson (Blues de Saint-Louis), Jack Johnson (Kings de Los Angeles), Brooks Orpik (Penguins de Pittsburgh), Brian Rafalski (Red Wings de Détroit), Ryan Suter (Predators de Nashville), Ryan Whitney (Ducks d'Anaheim)[Note 6].

- Attaquants : David Backes (Blues de Saint-Louis), Dustin Brown (Kings de Los Angeles), Ryan Callahan (Rangers de New York), Chris Drury (Rangers de New York), Patrick Kane (Blackhawks de Chicago), Ryan Kesler (Canucks de Vancouver), Phil Kessel (Maple Leafs de Toronto), Jamie Langenbrunner (Devils du New Jersey), Ryan Malone (Lightning de Tampa Bay), Zach Parisé (Devils du New Jersey), Joe Pavelski (Sharks de San José), Bobby Ryan (Ducks d'Anaheim), Paul Stastny (Avalanche du Colorado).

- Entraîneur : Ron Wilson assisté de Scott Gordon et John Tortorella.

- Blessés  : Michael Komisarek (Maple Leafs de Toronto), Paul Martin (Devils du New Jersey).

#### Finlande
Annoncé le 30 décembre 2009.
- Gardiens de but : Niklas Bäckström (Wild du Minnesota), Miikka Kiprusoff (Flames de Calgary), Antero Niittymäki (Lightning de Tampa Bay).

- Défenseurs : Kimmo Timonen (Flyers de Philadelphie), Sami Salo (Canucks de Vancouver), Joni Pitkänen (Hurricanes de la Caroline), Toni Lydman (Sabres de Buffalo), Lasse Kukkonen (Avangard Omsk), Sami Lepistö (Coyotes de Phoenix), Janne Niskala (Frölunda HC).

- Attaquants : Antti Miettinen (Wild du Minnesota), Mikko Koivu (Wild du Minnesota), Tuomo Ruutu (Hurricanes de la Caroline), Jere Lehtinen (Stars de Dallas), Saku Koivu (Ducks d'Anaheim), Teemu Selänne (Ducks d'Anaheim), Ville Peltonen (Dinamo Minsk)[Note 5], Olli Jokinen (Flames de Calgary), Niklas Hagman (Maple Leafs de Toronto), Valtteri Filppula (Red Wings de Détroit), Niko Kapanen (Ak Bars Kazan), Jarkko Immonen (Ak Bars Kazan), Jarkko Ruutu (Sénateurs d'Ottawa).

- Entraîneur : Jukka Jalonen.

#### Lettonie
Annoncé le 29 décembre 2009. Les joueurs évoluent tous au Dinamo Riga sauf mention.
- Gardiens de but : Edgars Masaļskis, Ervīns Muštukovs, Sergejs Naumovs.

- Défenseurs : Georgijs Pujacs (Sibir Novossibirsk), Kristaps Sotnieks, Arvīds Reķis (EHC Wolfsbourg), Krišjānis Rēdlihs, Guntis Galviņš, Rodrigo Laviņš, Kārlis Skrastiņš (Stars de Dallas), Oskars Bārtulis (Flyers de Philadelphie).

- Attaquants : Lauris Dārziņš, Herberts Vasiļjevs (Krefeld Pinguine), Miķelis Rēdlihs, Ģirts Ankipāns, Mārtiņš Cipulis (Admirals de Norfolk), Jānis Sprukts, Aleksejs Širokovs (Amour Khabarovsk), Mārtiņš Karsums, Aleksandrs Ņiživijs, Armands Bērziņš, Kaspars Daugaviņš (Senators de Binghamton), Gints Meija.

- Entraîneur : Oļegs Znaroks.

#### Norvège
Annoncé le 29 décembre 2009.
- Gardiens de but : Pål Grotnes (Stjernen Hockey), André Lysenstøen (Heki), Ruben Smith (Storhamar Dragons).

- Défenseurs : Alexander Bonsaksen (MODO hockey), Jonas Holøs (Färjestads BK), Tommy Jakobsen[Note 5] (Lørenskog IK), Juha Kaunismäki (Stavanger Oilers), Lars Erik Lund (Vålerenga Ishockey), Ole-Kristian Tollefsen (Red Wings de Détroit), Mats Trygg (Kölner Haie)

- Attaquants : Jonas Andersen (Sparta Sarpsborg)[Note 7], Anders Bastiansen (Färjestads BK), Kristian Forsberg (MODO hockey), Mads Hansen (Brynäs IF), Marius Holtet (Färjestads BK), Lars Erik Spets (Vålerenga Ishockey), Mathis Olimb (Frölunda HC), Martin Røymark (Frölunda HC), Per-Åge Skrøder (MODO hockey), Patrick Thoresen (Salavat Ioulaïev Oufa), Tore Vikingstad  (Scorpions de Hanovre), Martin Laumann Ylven (Linköpings HC), Mats Zuccarello Aasen (MODO hockey).

- Entraîneur : Roy Johansen.

- Blessé  : Morten Ask (Thomas Sabo Ice Tigers).

#### République tchèque
Annoncé le 30 décembre 2009.
- Gardiens de but : Ondřej Pavelec (Thrashers d'Atlanta), Jakub Štěpánek (HC Vítkovice), Tomáš Vokoun (Panthers de la Floride).

- Défenseurs : Miroslav Blaťák (Salavat Ioulaïev Oufa), Jan Hejda (Blue Jackets de Columbus), Tomáš Kaberle (Maple Leafs de Toronto), Filip Kuba (Sénateurs d'Ottawa), Pavel Kubina (Thrashers d'Atlanta), Zbyněk Michálek (Coyotes de Phoenix), Roman Polák (Blues de Saint-Louis), Marek Židlický (Wild du Minnesota).

- Attaquants : Petr Čajánek (SKA Saint-Pétersbourg), Roman Červenka (HC Slavia Praha), Patrik Eliáš (Devils du New Jersey), Martin Erat (Predators de Nashville), Tomáš Fleischmann (Capitals de Washington), Martin Havlát (Wild du Minnesota), Jaromír Jágr[Note 5] (Avangard Omsk), David Krejčí (Bruins de Boston), Milan Michálek (Sénateurs d'Ottawa), Tomáš Plekanec (Canadiens de Montréal), Tomáš Rolinek (Metallurg Magnitogorsk), Josef Vašíček (Lokomotiv Iaroslavl).

- Entraîneur : Vladimír Růžička, Josef Jandač et Ondřej Weissmann.

#### Russie
Annoncé le 25 décembre 2009.
- Gardiens de but : Ilia Bryzgalov (Coyotes de Phoenix), Ievgueni Nabokov (Sharks de San José), Semion Varlamov (Capitals de Washington).

- Défenseurs : Sergueï Gontchar (Penguins de Pittsburgh), Denis Grebechkov (Oilers d'Edmonton), Dmitri Kalinine (Salavat Ioulaïev Oufa), Konstantin Korneïev (HK CSKA Moscou), Andreï Markov (Canadiens de Montréal), Ilia Nikouline (AK Bars Kazan), Fiodor Tioutine (Blue Jackets de Columbus), Anton Voltchenkov (Sénateurs d'Ottawa).

- Attaquants : Maksim Afinoguenov (Thrashers d'Atlanta), Pavel Datsiouk (Red Wings de Détroit), Sergueï Fiodorov (Metallurg Magnitogorsk), Ilia Kovaltchouk (Devils du New Jersey), Viktor Kozlov (Salavat Ioulaïev Oufa), Ievgueni Malkine (Penguins de Pittsburgh), Alekseï Morozov[Note 5] (AK Bars Kazan), Aleksandr Ovetchkine (Capitals de Washington), Aleksandr Radoulov (Salavat Ioulaïev Oufa), Aleksandr Siomine (Capitals de Washington), Danis Zaripov (AK Bars Kazan), Sergueï Zinoviev (Salavat Ioulaïev Oufa).

- Entraîneurs : Viatcheslav Bykov et Igor Zakharkine.

#### Slovaquie
Annoncé le 29 décembre 2009.
- Gardiens de but : Peter Budaj (Avalanche du Colorado), Jaroslav Halák (Canadiens de Montréal), Rastislav Staňa (Severstal Tcherepovets).

- Défenseurs : Zdeno Chára (Bruins de Boston), Milan Jurčina (Blue Jackets de Columbus), Andrej Meszároš (Lightning de Tampa Bay), Andrej Sekera (Sabres de Buffalo), Martin Štrbák (HC MVD), Ľubomír Višňovský (Oilers d'Edmonton), Ivan Baranka (HC Spartak Moscou)[Note 8].

- Attaquants : Ľuboš Bartečko (CP Berne), Branko Radivojevič (HC Spartak Moscou), Martin Cibák (HC Spartak Moscou), Pavol Demitra (Canucks de Vancouver), Marián Gáborík (Rangers de New York), Michal Handzuš (Kings de Los Angeles), Marián Hossa (Blackhawks de Chicago), Marcel Hossa (Dinamo Riga), Tomáš Kopecký (Blackhawks de Chicago), Žigmund Pálffy[Note 5] (HK 36 Skalica), Jozef Stümpel (Barys Astana), Miroslav Šatan (Bruins de Boston) , Richard Zedník (Lokomotiv Iaroslavl).

- Entraîneur : Jan Filc.

- : Richard Lintner (Dinamo Minsk).

#### Suède
Annoncé le 27 décembre 2009.
- Gardiens de but : Jonas Gustavsson (Maple Leafs de Toronto), Stefan Liv (HV 71), Henrik Lundqvist (Rangers de New York).

- Défenseurs : Tobias Enström (Thrashers d'Atlanta), Magnus Johansson (Linköpings HC), Niklas Kronwall (Red Wings de Détroit), Nicklas Lidström (Red Wings de Détroit), Douglas Murray (Sharks de San José), Johnny Oduya (Devils du New Jersey)[Note 9], Henrik Tallinder (Sabres de Buffalo), Mattias Öhlund (Lightning de Tampa Bay).

- Attaquants : Daniel Alfredsson (Sénateurs d'Ottawa), Nicklas Bäckström (Capitals de Washington), Loui Eriksson (Stars de Dallas), Peter Forsberg[Note 5] (MODO hockey), Johan Franzén (Red Wings de Détroit)[Note 10], Patric Hörnqvist (Predators de Nashville), Fredrik Modin (Blue Jackets de Columbus), Samuel Påhlsson (Blue Jackets de Columbus), Daniel Sedin (Canucks de Vancouver), Henrik Sedin (Canucks de Vancouver), Mattias Weinhandl (HK Dinamo Moscou), Henrik Zetterberg (Red Wings de Détroit).

- Entraîneur : Bengt-Åke Gustafsson.

- Blessé  : Tomas Holmström (Red Wings de Détroit).

#### Suisse
Annoncé le 30 décembre 2009.
- Gardiens de but : Ronnie Rüeger (Kloten Flyers), Jonas Hiller (Ducks d'Anaheim), Tobias Stephan (Genève-Servette HC).

- Défenseurs : Philippe Furrer (CP Berne), Severin Blindenbacher (Färjestads BK), Rafael Diaz (EV Zoug), Luca Sbisa (Winter Hawks de Portland), Mathias Seger (ZSC Lions), Mark Streit (Islanders de New York), Yannick Weber (Bulldogs de Hamilton).

- Attaquants : Andres Ambühl (Wolf Pack de Hartford), Thomas Déruns (Genève-Servette HC), Hnat Domenichelli (HC Lugano), Sandy Jeannin (HC Fribourg-Gottéron), Thibaut Monnet (ZSC Lions), Thierry Paterlini (Rapperswil-Jona Lakers), Martin Plüss (CP Berne), Ivo Rüthemann (CP Berne), Raffaele Sannitz (HC Lugano), Julien Sprunger (HC Fribourg-Gottéron), Roman Wick (Kloten Flyers).

- Entraîneur : Ralph Krueger.

- Blessés  : Roman Josi (CP Berne), Martin Gerber (Atlant Mytichtchi), Kevin Romy (HC Lugano), Goran Bezina (Genève-Servette HC).